# Едіт Вінн Меттісон
Едіт Вінн Меттісон (англ. Edith Wynne Matthison; 23 листопада 1875, Бірмінгем — 23 вересня 1955, Інглвуд) — англо-американська театральна акторка, яка також знялася у двох німих фільмах, зокрема у «Леді губернатор» (1915).

## Біографія
Едіт Вінн Меттісон народилася 23 листопада 1875 року в Англії в сім'ї Кейт Вінн Маттісон і Генрі Маттісона. Її тіткою була валлійська співачка Сара Едіт Вінн.
Меттісон здобула освіту в гімназії короля Едуарда та Мідлендському інституті в Англії, і в 21 рік почала зніматися в музичних комедіях, а пізніше приєднався до компанії Бена Ґріта, зігравши головні ролі в «Трьох мушкетерах» і «Гроші». Вона спеціалізувалася на Шекспірі та класичній драмі майже з самого початку своєї кар'єри. Вона грала в одній п'єсі «Венеційський купець» з Генрі Ірвінгом у ніч його смерті. Ірвінг ледь не помер на руках у Меттісон.
Вона з'являлася в грецьких і містичних п'єсах, старовинних англійських комедіях і сучасних п'єсах. У США у 1904 році вона з'явилася у п'єсі Олівера Ґолдсміта «She Stoops to Conquer».
Меттісон одружилася з драматургом Чарльзом Ранном Кеннеді в 1898 році, грала в багатьох його п'єсах і консультувала його під час їх розробки. Прожила 50 років у шлюбі, дітей у них не було. Обоє викладали в молодшому коледжі Беннета в Міллбрук, Нью-Йорк. Свого часу її племінниця Гледіс Едіт Вінн була одружена з зіркою театру і німого кіно Мілтоном Сіллсом.
Едіт Вінн Маттісон померла від інсульту в Лос-Анджелесі 23 вересня 1955 року, похована на кладовищі Інглвуд-Парк.